# فرودگاه مودی کریک (هینس، اورگن)
فرودگاه مودی کریک (هینس، اورگن) (به انگلیسی: Muddy Creek Airport (Haines, Oregon)) یک فرودگاه خصوصی است که یک باند فرود چمن دارد و طول باند آن ۶۸۵ متر است. این فرودگاه در شهر هینس، اورگن کشور ایالات متحده آمریکا قرار دارد و در ارتفاع ۱۰۶۶ متری از سطح دریا واقع شده‌است.